# Aproximante palatal surda
O aproximante palatal surdo é um fonema raramente encontrado. O símbolo no Alfabeto Fonético Internacional que representa este som é ⟨j̊⟩, é o simbolo /j/ só que com o diacrítico redondo indicando que a consoante é uma consoante surda.
A aproximante palatal pode em muitos casos ser considerada o equivalente semivocálico da variante [i̥] vogal frontal fechada não arredondada [i̥] . O som é essencialmente em português o som de ''i'' seguido por outra vogais só que pronunciado sem vibração das cordas vocais.
É encontrado como fonema na língua do México Jalapa Mazatec e Washo, bem como na língua nórdica de Kildin Sami.

## Características
- Seu modo de articulação é aproximada, o que significa que é produzida pelo estreitamento do trato vocal no local da articulação, mas não o suficiente para produzir uma corrente de ar turbulenta.
- Seu ponto de articulação é palatal, o que significa que é articulado com a parte média ou posterior da língua elevada ao palato duro.
- Sua fonação é surda, o que significa que é produzida sem vibrações das cordas vocais.
- É uma consoante oral, o que significa que o ar só pode escapar pela boca.
- O mecanismo da corrente de ar é pulmonar, o que significa que é articulado empurrando o ar apenas com os pulmões e o diafragma, como na maioria dos sons.

## Ocorrência
| Língua              | Palavra  | AFI        | Significado      | Notas                                                      |
| ------------------- | -------- | ---------- | ---------------- | ---------------------------------------------------------- |
| Jalapa Mazatec      |          |            |                  | Contrasta com /j̊/ surdo e /j/ expresso e /ȷ̃/ glotalizado.  |
| Gaélico escocês     | a-muigh  | [əˈmuj̊]    | Fora             | Alofone de /j/ e /ʝ/. Veja a fonologia do gaélico escocês. |
| Washo               | t'á:Yaŋi | [ˈťaːj̊aŋi] | Ele está caçando | Contrasta com /j̊/ surdo e /j/ expresso.                    |
| Koyukon (Denaakk'e) |          |            |                  | Contrasta com /j̊/ surdo e /j/ expresso.                    |